# Cyklostezka Přibyslav–Sázava

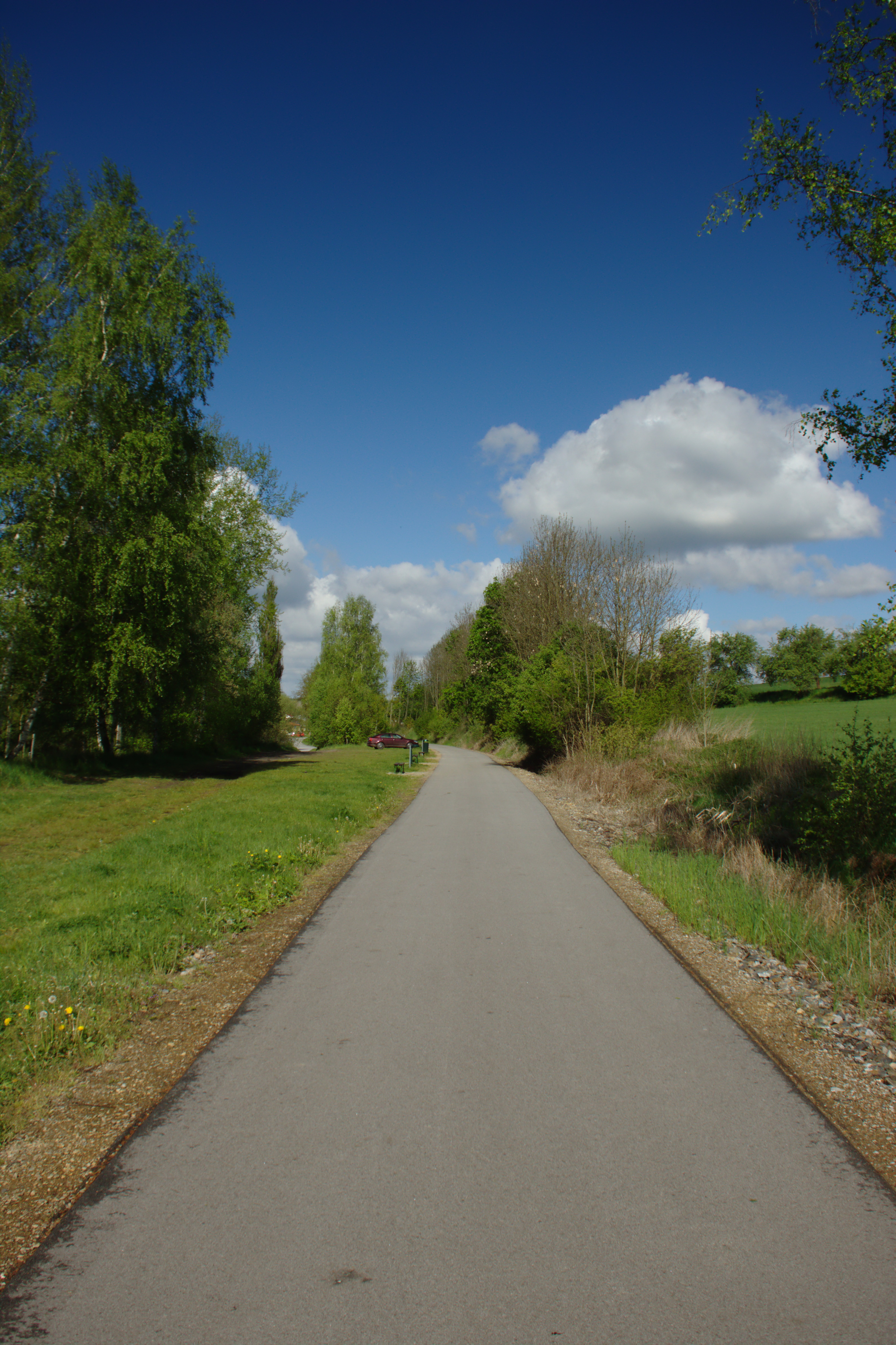
Cyklostezka východně od Přibyslavi

Cyklostezka Přibyslav - Sázava je 9258 m dlouhá asfaltová komunikace, zbudovaná roku 2011 v trase zrušené železniční trati. Vede od přibyslavského nádraží údolím řeky Sázavy až na okraj obce Sázava. Široká je 3 m, nachází se na ní 9 lávek, z nichž nejdelší měří 58 m, dvě odpočívadla a u přibyslavského konce parkoviště pro návštěvníky. Posázavská cyklotrasa č. 19 slouží nejenom cyklistům, ale i bruslařům, vozíčkářům, pěším turistům, při dostatečném zasněžení je udržována stopa pro běžkování.